# Josh Peck

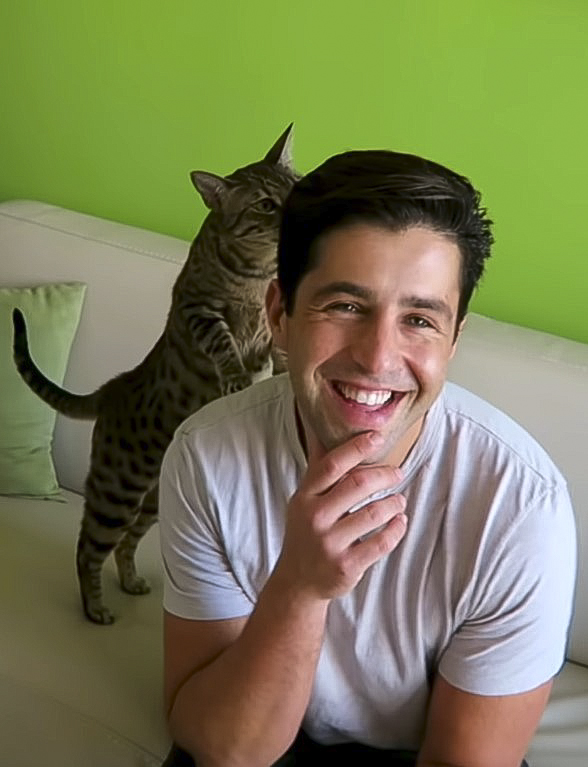
Josh Peck (Januar 2019)

Joshua „Josh“ Michael Peck (* 10. November 1986 in New York City) ist ein US-amerikanischer Schauspieler, Synchronsprecher, Comedian und Webvideoproduzent. Er begann Ende der 1990er Jahre zu schauspielern und wurde in Deutschland durch seine Rolle als Josh Nichols in der Nickelodeon-Serie Drake & Josh bekannt.

## Leben
Josh Peck wurde in New York geboren. Seine Eltern waren zu dem Zeitpunkt seiner Geburt unverheiratet und er lernte seinen Vater nie kennen. Peck wuchs bei seiner jüdischen Mutter und seiner Großmutter mütterlicherseits auf.
Er hatte Asthma und blieb in seiner Kindheit oft zu Hause und sah alte Fernsehserien. Dies inspirierte ihn und mit acht Jahren beschloss er Comedian zu werden; er trat in verschiedenen Kindertheatern auf und improvisierte all seine Witze bei dem Caroline’s Comedy Club für die Audrey-Hepburn-Stiftung.
1999 nahm er auf Vorschlag seiner Mutter eine Rolle bei The Amanda Show auf Nickelodeon an und entschied sich nach San Francisco umzuziehen, um seine Karriere weiter aufzubauen.
Er spielte in der Amanda Show und in den Filmen Schneefrei und Max Keebles großer Plan.
Außerdem arbeitet er mit der ONE Campagne zusammen, der weltgrößten Koalition zur Bekämpfung der Armut.
Seit 2017 betreibt Peck einen YouTube-Kanal mit über 3,57 Millionen Abonnenten (Januar 2023).
Er ist seit dem 19. Juni 2017 mit der Editorin Paige O’Brien verheiratet. Im Dezember 2018 wurde er Vater eines Sohnes, im Oktober 2022 folgte ein zweiter. Im Juli 2025 gaben sie die Geburt ihres dritten Sohnes bekannt.

## Filmografie
- 2000: Newcomers – Neue Freunde (The Newcomers)
- 2000: Mad TV Live and Almost Legal
- 2000: Schneefrei (Snow Day)
- 2000–2002: Whatever Happened to... Robot Jones? (Fernsehserie, 5 Episoden, Stimme)
- 2000–2002: The Amanda Show (Fernsehserie, 13 Episoden)
- 2001: Max Keebles großer Plan (Max Keeble’s Big Move)
- 2001: Emergency Room – Die Notaufnahme (ER, Fernsehserie, Episode 7x13)
- 2001: Family Guy (Fernsehserie, Episode 3x08, Stimme)
- 2001: Samurai Jack (Fernsehserie, Episode 1x13)
- 2002: Fillmore! (Fernsehserie, Episode 1x01, Stimme)
- 2002: Mad TV
- 2002: Spun
- 2003: The Guardian – Retter mit Herz (The Guardian, Fernsehserie, Episode: Gefährliche Nähe)
- 2004–2007: Drake & Josh (Fernsehserie, 56 Episoden)
- 2004: Mean Creek
- 2005: Havoc
- 2006: Special
- 2006: Drake & Josh unterwegs nach Hollywood (Drake & Josh Go Hollywood)
- 2006: Ice Age 2 – Jetzt taut’s (Ice Age: The Meltdown, Stimme für Eddie)
- 2006: Ice Age 2: The Meltdown (Videospiel)
- 2006: What’s New, Scooby-Doo? (Episode 3x14, Stimme)
- 2006: Deckname: Kids next door (Codename: Kids Next Door, Episode 5x08, Stimme)
- 2007: Drake & Josh und die Riesengarnele
- 2007: American Primitive
- 2008: The Wackness – Verrückt sein ist relativ (The Wackness)
- 2008: Drillbit Taylor – Ein Mann für alle Unfälle (Drillbit Taylor)
- 2008: Fröhliche Weihnachten, Drake & Josh (Merry Christmas, Drake & Josh)
- 2009: Ice Age 3 – Die Dinosaurier sind los (Ice Age: Dawn of the Dinosaurs, Stimme für Eddie)
- 2009: What Goes Up
- 2009: Wild About Harry
- 2009: Die Noobs – Klein aber gemein (Aliens in the Attic, Stimme)
- 2011: 2 Broke Girls (Fernsehserie, Episode: Altes Geld sucht neuen Stall)
- 2012: ATM – Tödliche Falle
- 2012: Ice Age 4 – Voll verschoben (Ice Age: Continental Drift, Stimme für Eddie)
- 2012: Victorious (Fernsehserie, Episoden 1x17, 2x08)
- 2012: Red Dawn
- 2013: Battle of the Year
- 2013–2014: The Mindy Project (Fernsehserie, 3 Episoden)
- 2013–2017: Teenage Mutant Ninja Turtles (Fernsehserie, 59 Episoden, Stimme)
- 2014: The Big Bang Theory (Fernsehserie, Episode 7x13)
- 2015: Die Trauzeugen AG (The Wedding Ringer)
- 2015: Mr. Collins’ zweiter Frühling (Danny Collins)
- 2015: The Timber
- 2015–2016: Grandfathered (Fernsehserie, 22 Episoden)
- 2016: Ice Age 5 – Kollision voraus! (Ice Age: Collision Course, Stimme für Eddie)
- 2017: Highway 10 nach San Bernardino (Take The 10)
- 2018–2020: Fuller House (Fernsehserie, Episoden 4x10 und 5x15)
- 2021: Scott & Huutsch (Turner & Hooch, Fernsehserie)
- 2022: How I Met Your Father (Fernsehserie)
- 2022: iCarly (Folge 2x06, Folge 2x08)
- 2023: Oppenheimer
- 2024: Summer Camp
- 2025: The Last of Us (Fernsehserie, Folge 2x04)

## Deutscher Synchronsprecher
Josh Peck wird seit Drake & Josh überwiegend von Manuel Straube synchronisiert. In den Filmen Red Dawn und The Timber sowie in einigen anderen Filmen leiht David Turba Peck seine Stimme. Tim Sander leiht Peck im Film Battle of the Year seine Stimme. In den Serien Scott & Huutsch und How I Met Your Father wird Peck von Jan Makino synchronisiert.